# تاب هنتر
تاب هنتر (بالإنجليزية: Tab Hunter )‏ (و. 1931 – 2018 م) هو مغني، وممثل مسرحي، وممثل تلفزي، وممثل أفلام، وروائي أمريكي، ولد في نيويورك، توفي في سانتا باربارا، كاليفورنيا، عن عمر يناهز 87 عاماً، بسبب الخثار.

## وصلات خارجية
- تاب هنتر على موقع IMDb (الإنجليزية)
- تاب هنتر على موقع روتن توميتوز (الإنجليزية)
- تاب هنتر على موقع ألو سيني (الفرنسية)
- تاب هنتر على موقع ميوزك برينز (الإنجليزية)
- تاب هنتر على موقع تيرنر كلاسيك موفيز (الإنجليزية)
- تاب هنتر على موقع أول موفي (الإنجليزية)
- تاب هنتر على موقع قاعدة بيانات برودواي على الإنترنت (الإنجليزية)
- تاب هنتر على موقع قاعدة بيانات الأفلام السويدية (السويدية)
- تاب هنتر على موقع إن إن دي بي (الإنجليزية)
- تاب هنتر على موقع ديسكوغز (الإنجليزية)